# Locomotiva FS E.621
Le locomotive FS E.621 sono state cinque locomotive elettriche delle Ferrovie dello Stato italiane ricostruite nel secondo dopoguerra mediante trasformazione di altrettante E.620 a terza rotaia.

## Premesse
Le locomotive erano state costruite nel 1925 dalle Officine Meccaniche Reggiane riutilizzando parti elettriche di vecchie elettromotrici fuori servizio con struttura a due carri articolati a 3 assi ciascuno; dotate di 6 motori a corrente continua raggiungevano la velocità massima di 85 km/h. La trasmissione del moto agli assi avveniva per mezzo di ingranaggi con motori sospesi per il naso (sistema tranviario).
La trasformazione avvenne soprattutto per poterle utilizzare sotto l'alimentazione a 3.000 volt data la carenza di locomotive del dopoguerra. Allo scopo di poter utilizzare senza eccessive modifiche la parte elettrica e i motori a 650 volt venne adottato il sistema a metadinamo mediante il quale la tensione di linea, 3000 volt, veniva dimezzata alimentando i due motori di trazione in serie a 750 volt ciascuno.